# Сьюдад-де-Уицуко
Сьюдад-де-Уицуко (исп. Ciudad de Huitzuco) — город и административный центр муниципалитета Уицуко-де-лос-Фигероа в мексиканском штате Герреро. Численность населения, по данным переписи 2010 года, составила 17 475 человек.

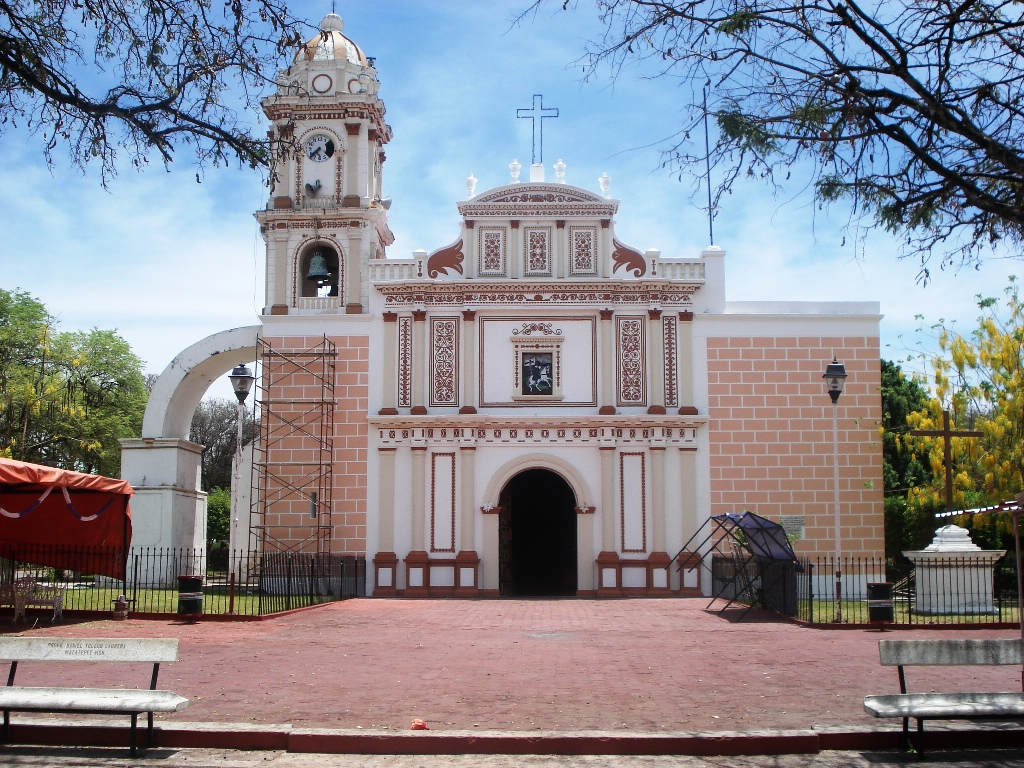
Кафедральный собор